# Gunby, South Kesteven
Gunby är en by i civil parish Gunby and Stainby, i distriktet South Kesteven, i grevskapet Lincolnshire, i England. Byn är belägen 14 km från Grantham. Gunby var en civil parish fram till 1931 när blev den en del av Gunby and Stainby. Civil parish hade 119 invånare år 1921. Byn nämndes i Domedagsboken (Domesday Book) år 1086, och kallades då Gunnebi.